# Diego (L'Âge de glace)
Pour les articles homonymes, voir Diego.
Diego est un personnage de fiction apparaissant dans L’Âge de glace (2002), L’Âge de glace 2 (2006), L’âge de glace 3 (2009), L'âge de glace 4 (2012), L'âge de glace 5 (2016) et L'Âge de glace : Les Aventures de Buck Wild (2022). 
Il s'agit d'un tigre à dents de sabre, l’un des personnages principaux de la saga de L'Âge de glace. Il est de couleur orange.

## Caractère et personnalité
Au début, Diego est, de nature, cruel, sournois et manipulateur. Mais au fond, il est bon et a un cœur en or. Il ne le démontre qu'à la fin du premier film, au moment où il sauve de justesse ses compagnons et le bébé. Une fois détaché de sa meute de tigres, Diego est loyal, courageux et prêt à tout pour protéger ceux à qui il tient. On peut aussi noter qu'il est rusé et vif d'esprit, mais aussi parfois cynique.

## L'Âge de glace
Dans L'Âge de glace, Diego était l’un des membres d’un clan de tigres à dents de sabre dont le chef, Soto, lui avait confié la mission de lui ramener Roshan, l’enfant d’un chasseur de tigres, pour en faire son repas pour venger la mort de plusieurs de leurs camarades. L’enfant ayant été recueilli par Sid et Manny, Diego se propose de guider le duo dans son entreprise (ramener le petit garçon à son père), dans le but non avoué de les attirer dans un piège. Impitoyable à ses débuts, le tigre découvre au contact de ses compagnons des valeurs de fraternité, d’amitié et de solidarité. Cette prise de conscience l’amènera à quitter son clan pour intégrer définitivement celui de ses nouveaux amis. Après une période de doutes, il avoue à ses deux compagnons ses véritables intentions et leur vient en aide pour se battre contre les smilodons. Mortellement blessé par Soto, il dit adieu à ses amis qui partent rendre le bébé à son père. Il survit néanmoins et part vers le sud avec ses deux nouveaux amis.

## L'Âge de glace 2
Diego a un rôle moins important que dans le premier opus, mais reste néanmoins un personnage essentiel à l'histoire. Il va devoir quitter avec ses amis le petit coin tranquille où ils habitent à cause d'un déluge annoncé par un vautour, et aider Manny à se mettre en couple avec Ellie. Il essaiera aussi de vaincre sa peur de l'eau.

## L'Âge de glace 3
Il est l’un des fils conducteurs de ce film après l’enlèvement de Sid qui en est le principal sujet. Au début du film, il commence à se rendre compte qu'en restant avec ses amis, ses facultés de chasseur diminuent. Il décide donc de partir, mais après sa nouvelle aventure avec ses compagnons dans le monde des dinosaures, il finit par retrouver ses compétences de chasseur pour sauver une amie et Diego comprend que sa place est parmi eux et change d'avis.

## L'Âge de glace 4
Dans le quatrième film de la saga, Diego rencontre une redoutable et belle tigresse à dents de sabre nommée Shira (Kira dans la version française), faisant partie de l'équipage des pirates que Manny, Sid et lui-même rencontrent. C'est le début d'un nouvel amour pour l'un des personnages principaux de la saga.

## L'Âge de glace 5
Dans cet épisode de la saga, Diego vit avec tous ses amis et Kira. Ensemble, ils rêvent d'avoir un enfant à eux, mais ils s'aperçoivent qu'ils effraient les enfants des autres animaux, et commencent à douter pour devenir eux-mêmes de futurs parents. Au fil de leur aventure, avec tous leurs amis, ils se rendent compte qu'ils feront finalement de bons parents. Diego veut un avenir avec Kira, il souhaite fonder une famille avec elle, comme Manny l’a fait avec Ellie et Pêche.

## Relations avec les autres personnages
- Sid : Diego taquine ou se chamaille souvent avec le paresseux. Ils sont très attachés l'un à l'autre et le smilodon considère Sid comme son petit frère bien que souvent exaspéré par ses maladresses.
- Manny : Diego a beaucoup de respect pour Manfred, il est un exemple pour lui. Il est en quelque sorte le grand frère de Diego et de Sid et prend soin d'eux.
- Roshan : Il aime vraiment ce petit et se montre très doux avec lui. C'est un bébé humain. (1er film)
- Soto : C'était le mentor de Diego, qu'il semble beaucoup craindre (1er film). Il n'hésitera pas à vouloir sa mort aussi bien pour un échec que pour sa traîtrise envers les tigres à dents de sabre. Les réalisateurs ont en revanche laissé planer un doute sur un éventuel lien de parenté entre Soto et Diego (ils seraient frères), ce dernier étant montré dans le film comme le "chouchou" de Soto par rapport aux autres tigres.
- Crash et Eddie : Malgré les mauvais tours qu'ils jouent au tigre, Diego les sauve de la noyade. Ce sont les deux petits frères jumeaux adoptifs d'Ellie, la compagne de Manny. (apparition dans le second film)
- Ellie : Compagne de Manny. Elle est comme la "belle-sœur" de Diego. (apparition dans le second film)
- Buckminster « Buck » : Belette intrépide qui se lie d'amitié avec le groupe ainsi qu'avec Diego, qui dans le troisième volet, s'identifie un peu à lui et voudrait vivre la même vie que Buck : solitaire et en quête d'aventures, mais change d'avis et reste avec ses fidèles amis. (apparition dans le troisième film)
- Kira  : C'est une tigresse à dents de sabre grise. Diego la rencontre dans le quatrième volet de la saga et il deviendra fou d'elle au point d'avoir des hallucinations. Même si elle semble irritante au début du film, elle aidera Diego et ses amis par la suite et elle finira par rejoindre la bande d'amis. Kira est le futur amour de Diego. Dans le 5e volet, Diego est marié à Kira et veulent un enfant mais ils se rendent compte qu'ils font peur aux enfants des autres animaux car ils sont des "prédateurs". Finalement, ils finiront par se faire accepter d'eux. (apparition dans le quatrième film)

## Voix
La voix originale de Diego est celle de Denis Leary. En ce qui concerne la voix française, Diego est interprété par Vincent Cassel dans les longs-métrages et par Axel Kiener dans les courts-métrages (Noël givré et Chasse aux œufs)